# Washingtonia
Washingtonia, comummente designada washingtónia, é um género botânico pertencente à família das Arecáceas. Conta com duas espécies:
- Washingtonia filifera
- Washingtonia robusta